# 落合兼朝
落合 兼朝（おちあい かねとも）は、戦国時代から安土桃山時代にかけての武将。日向伊東氏の家臣。日向国児湯郡財部城主。

## 概要
落合氏は伊東氏庶流で、伊東氏祐が日向に下向する際、付き従い被官化した家系である。
兼朝は日向伊東氏の最盛期を築いた伊東義祐の側近を務め、同じく義祐の側近であった伊東祐松（帰雲斎）と共に義祐に重用された。安房国妙本寺の日我は、義祐に日蓮寺院の再興を求めた書状において取次人として「伊東相太守・落合若狭守両人」を挙げている。
永禄11年（1568年）、軍議の席で義祐と祐松の子・祐梁が陣取りに関して争論を始めたため、これを仲裁して軍議を整える。この後、合戦は伊東方の勝利に終わり、島津忠親の飫肥城開城に結びついた。
天正3年（1575年）、嫡男・丹後守を初めとした若衆らが伊東祐安の跡目である金法師の入山先を巡って同輩と争論を起こした際、伊東帰雲斎の判断で丹後守は成敗された。のちに天正5年（1577年）、伊東氏は島津氏に敗れ一時的に衰退、義祐が兼朝の領する財部（現在の高鍋町）を通って豊後国の大友氏を頼ろうとしたが、兼朝は帰雲斎に丹後守を殺された恨みを忘れておらず、義祐一向が自領に入るのを軍勢を用いて拒んだ。義祐は東光坊なる山伏と栗木太郎五郎を使者として通過を請うたが、兼朝は「帰雲斎を成敗すれば、その命を奉じましょう」と述べ東光坊を撲殺した。これに栗木は慌てて戻るが、その際に足軽が矢を射掛けるなど対決姿勢を露わとした。義祐一向は已む無く米良山に迂回して豊後に入った。
兼朝はこの後、島津氏に寝返り、財部城には川上忠智が入った。

## 日向記
永禄年間に伊東氏の家伝『日向記』を執筆を開始し、永禄11年（1568年）の飫肥知行までの記事をもって『日向記』執筆を終えた。「若狭前司兼朝」との署名が残る。『日向記』は後に飫肥藩の関係者によって元亀年間以後の記事が加筆された。今日では日向国の中世を知る上での基本史料として重要であり、複数の本が現存している。本書の「分国中城主揃事」に挙げられた、日向伊東氏最盛期に存在した48の城郭群が、今日「伊東四十八城」と称されている。